# Heinrich Laumann
Pour les articles homonymes, voir Laumann.
Heinrich Laumann, est un industriel allemand, fondateur de l'entreprise Veka.